# Honda VFR 750 R RC30
La VFR 750 R RC30 est un modèle de moto sportive, construite par la firme japonaise Honda.
La RC30 est présentée à l'occasion de la course d'endurance des 8 Heures de Suzuka le 26 juillet 1987. Elle reprend l'esthétique de la RVF qui écume les circuits.
Elle utilise le moteur V4 de la VFR 750 F, retravaillé pour offrir plus de puissance. Les carters sont en magnésium pour gagner en légèreté. Les bielles sont fabriquées en titane.
Le monobras oscillant en aluminium est un héritage du partenariat entre Honda et Elf.
Les éléments de carrosserie sont réalisés à la main, en FRB (Fiber Reinforced Plastic), plus résistant et léger que le plastique classique.
C'est dans l'usine du service compétition de Honda, le HRC situé à Hamamatsu, que la RC30 est assemblée à la main.
Le freinage est assuré à l'avant par deux disques flottants de 310 mm de diamètre mordus par des étriers Nissin à quatre pistons. L'arrière se contente d'un disque de 220 mm de diamètre et d'un étrier double piston.
La fourche télescopique Showa de 43 mm de diamètre est réglable en détente et compression, tandis que l'amortisseur se voit doté en plus d'un réglage de précharge.
La roue avant est équipée d'un système permettant une dépose et une repose rapides.
Le modèle réservé à la France voit sa puissance passer à 91 ch. Le carénage se pare d'une robe barrée blanc, bleu clair, bleu foncé et rouge. Sur le réservoir, l'aile représentant le logo Honda est jaune. Sous les clignotants avant, on trouve un autocollant « Bol d'Or ». Sur la coque de selle, on trouve un autocollant « VFR 750 R ».
La version japonaise de la RC30 se caractérise par une puissance moindre, ramenée à 77 ch. Elle est équipée de deux phares et de clignotants plus petits et un autocollant « Force V4 » en lieu et place du « Bol d'Or ».
La version suisse possède un unique phare, soit rond, soit rectangulaire.
La version canadienne sort en 1988 (50 unités produites vendues 13 999 dollars) et 1989 (37 unités produites vendues 16 999 dollars) avec l'autocollant « VFR750R » et l'aile jaune sur le réservoir.
La version américaine est produite à 300 exemplaires et sort en 1990 seulement. Elle reçoit un autocollant « RC30 » sur la coque arrière, et une aile rouge sur le réservoir. En Amérique du Nord, elles développent 118 ch comme au Royaume-Uni.
La version australienne reprend les phares de la version japonaise et l'aile rouge de l'américaine.
Par ailleurs, Honda importera une série limitée de six machines aux couleurs du sponsor, le cigarettier Rothmans.

## Galerie

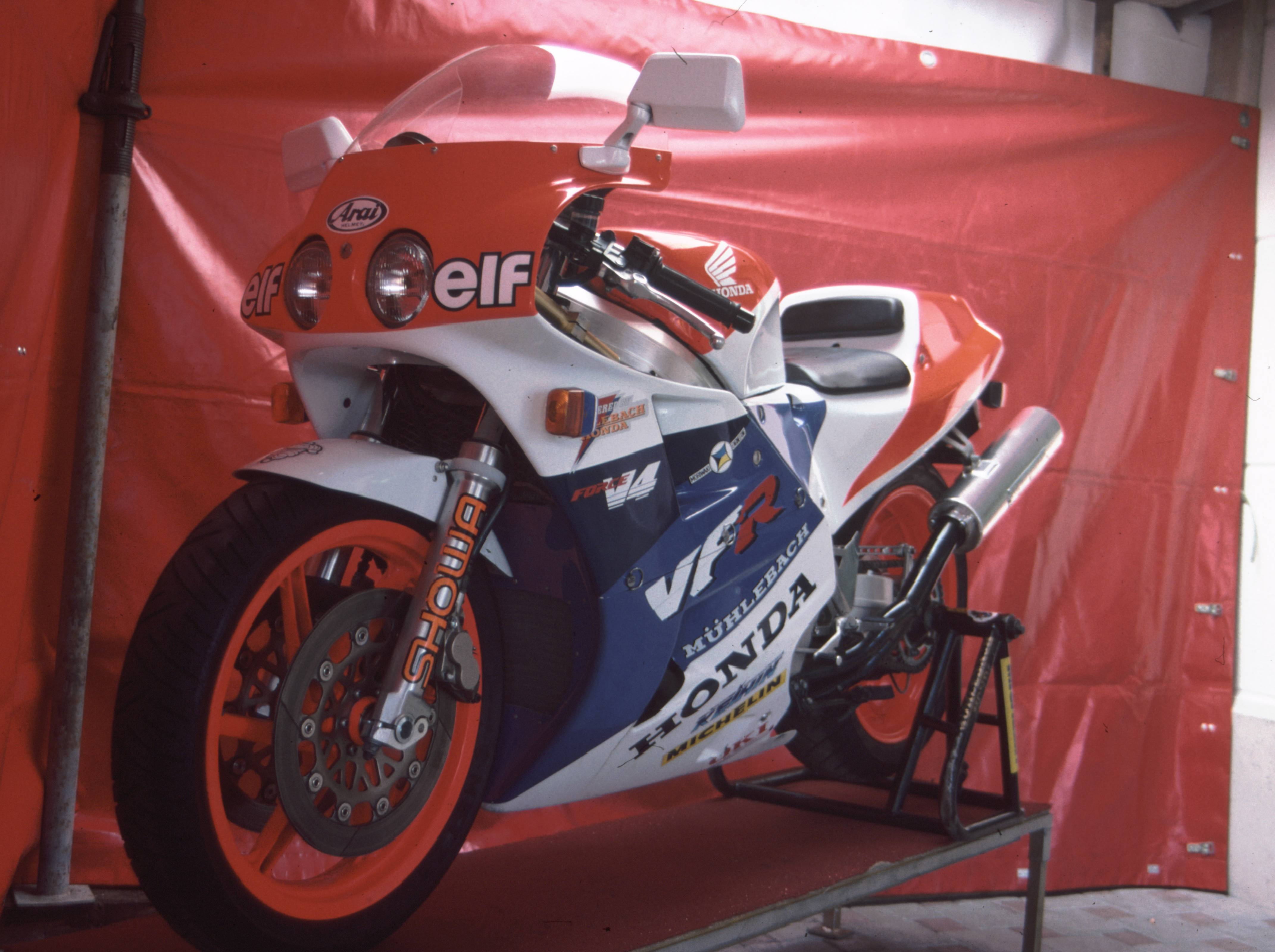
Modèle japonais.
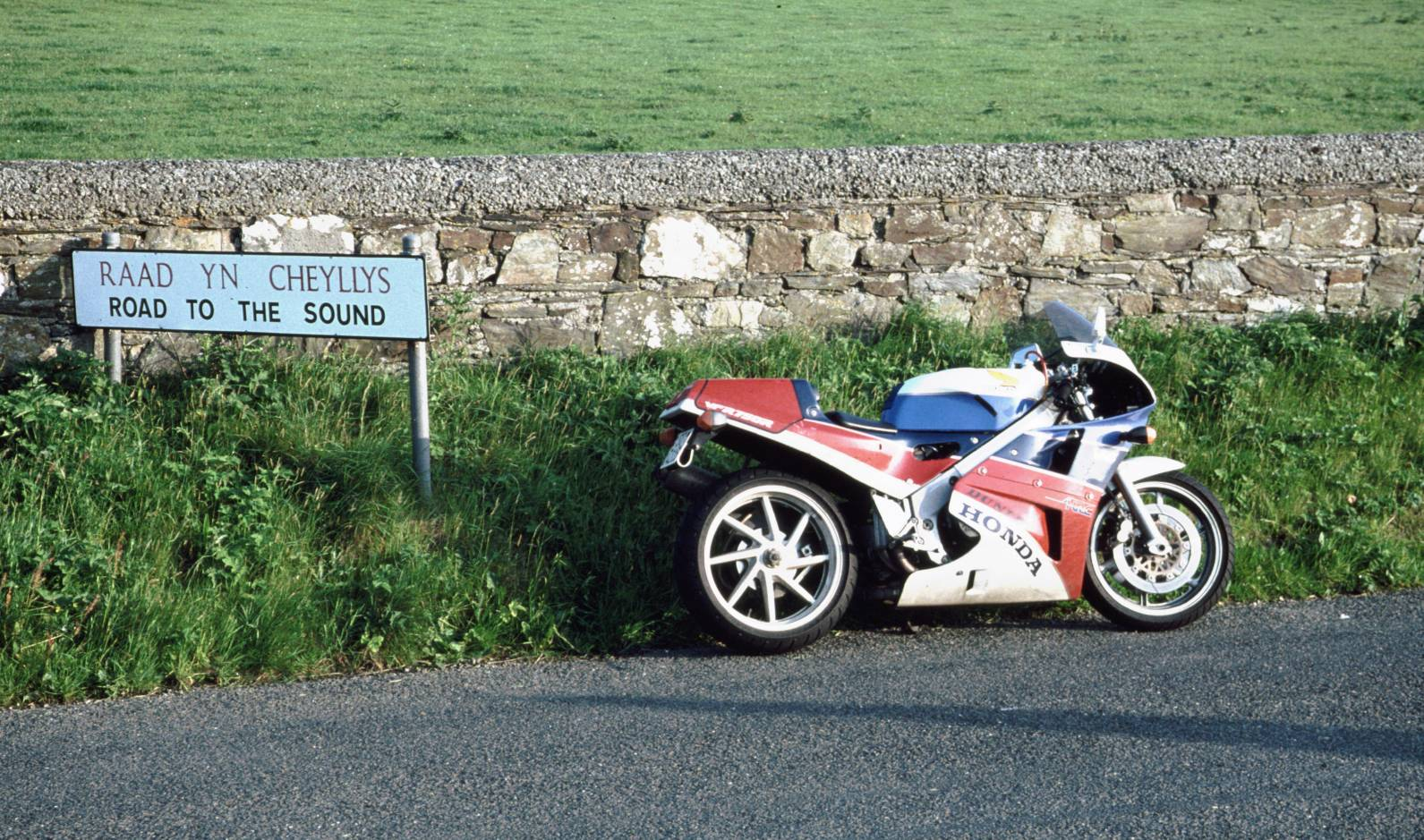
Modèle européen.
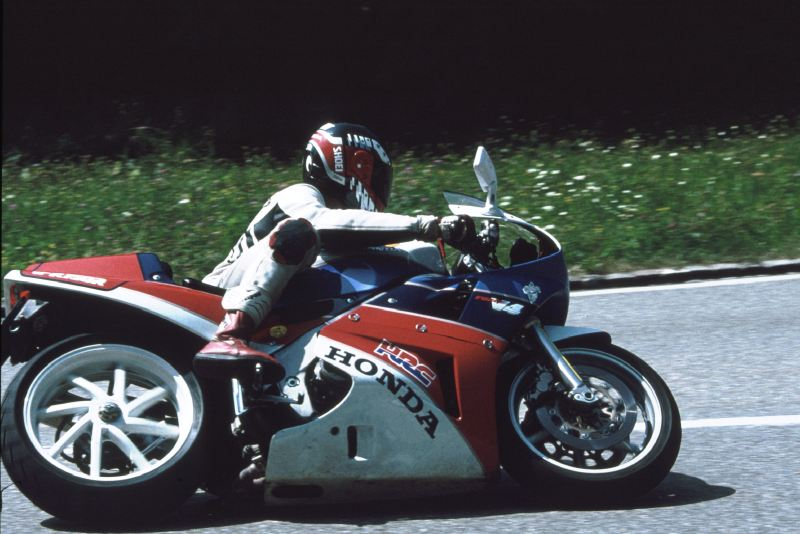
Modèle américain.
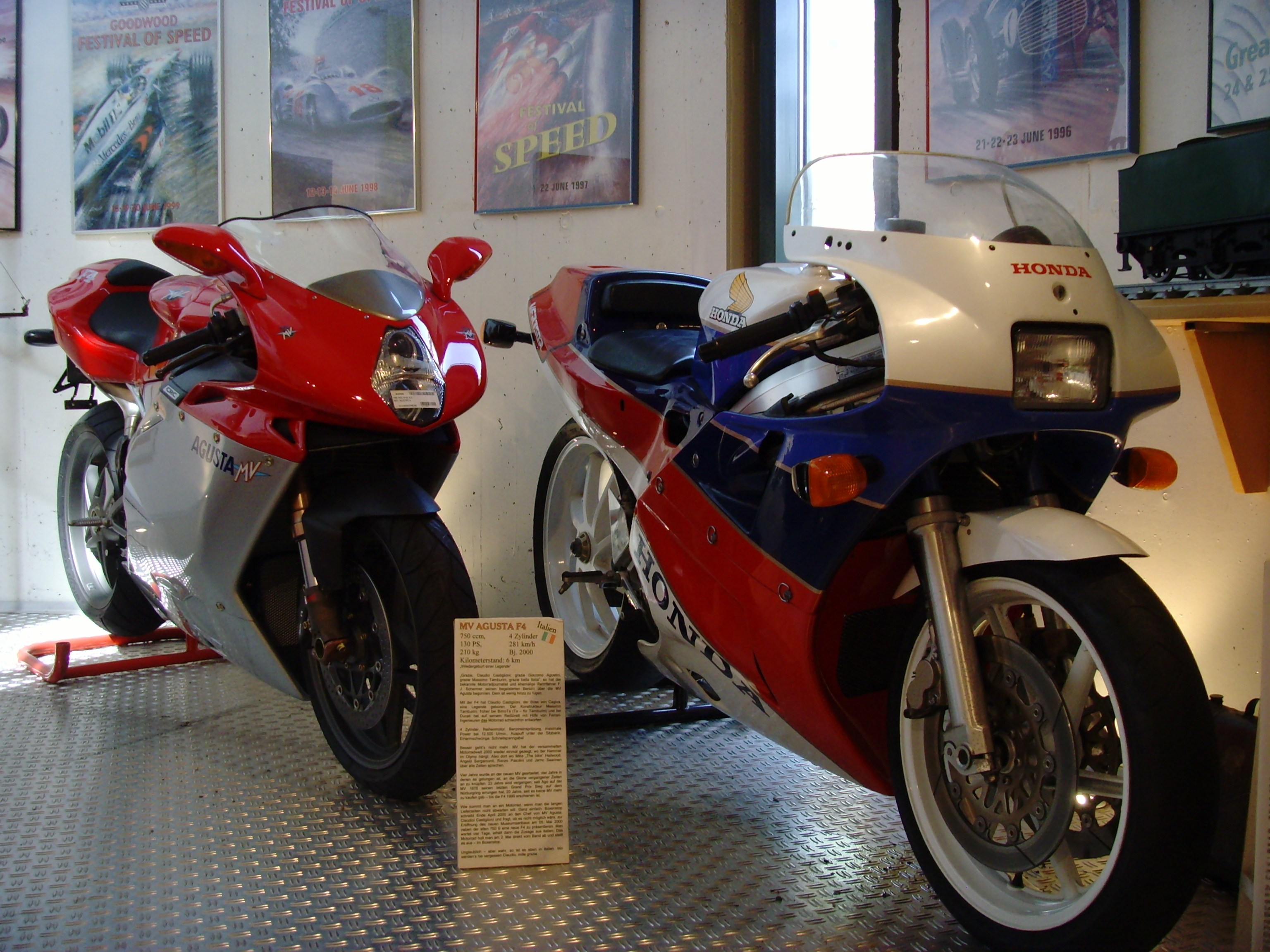
Modèle suisse.